# Каменский литературно-мемориальный музей А. С. Пушкина и П. И. Чайковского
Каменский литературно-мемориальный музей А. С. Пушкина и П. И. Чайковского — музей в городе Каменка Каменского района Черкасской области Украины.

## История

### Предшествующие события
В 1787 году имение Каменка было продано генерал-фельдмаршалу Г. А. Потемкину-Таврическому, который подарил его своей племяннице Екатерине Давыдовой (после замужества поселившейся в Каменке и начавшей обустройство здесь поместья).
В начале 1820х годов здесь поселился вышедший в отставку её младший сын, участник Отечественной войны 1812 года полковник Д. Л. Давыдов, в 1820 году вступивший в "Союз благоденствия". В результате, Каменка стала одним из центров движения декабристов, в начале 1820х годов здесь возникла "Каменская управа" Южного общества декабристов, участниками которой были В. Л. Давыдов, С. Г. Волконский, М. Ф. Орлов, И. Д. Якушкин и др.
В 1820-х годах здесь неоднократно останавливался А. С. Пушкин (во время южной ссылки он написал в Каменке несколько известных стихотворений, закончил поэму «Кавказский пленник»; город упоминается в 10-й главе «Евгения Онегина»).
С 1863 года Каменку регулярно посещал П. И. Чайковский (который работал здесь над фортепианным циклом «Времена года», Вторым фортепианным концертом, операми «Евгений Онегин», «Черевички», «Мазепа» и «Орлеанская дева», балетом «Лебединое озеро». Здесь был написан «Детский альбом»).
В январе 1918 года в Каменке была установлена Советская власть, однако уже в феврале 1918 года её оккупировали австро-немецкие войска (которые оставались здесь до ноября 1918 года). В дальнейшем, в 1918 - 1919 гг. имение пострадало в ходе гражданской войны, но позднее было восстановлено.

### История музея
В 1937 году в СССР проходили мероприятия в связи со 100-летием смерти А. С. Пушкина. В этом году было утверждено решение о создании в Каменке музея А. С. Пушкина. После празднования в 1940 году 100-летия со дня рождения П. И. Чайковского в райцентре были открыты памятники Пушкину и Чайковскому, а также детская музыкальная школа и было принято решение о открытии музея П. И. Чайковского.
В ходе Великой Отечественной войны 5 августа 1941 года Каменка была оккупирована наступавшими немецкими войсками, 10 января 1944 года - освобождена частями 5-й гвардейской танковой армии РККА.
После окончания боевых действий началось восстановление посёлка и его развитие как культурно-туристического центра. При этом в первые послевоенные годы литературный музей А. С. Пушкина и музей им. П. И. Чайковского действовали как две самостоятельных организации.
В 1949 году в СССР прошли праздничные мероприятия в честь 150-летия со дня рождения А. С. Пушкина, в ходе которых 28 мая 1949 года в каменском Доме культуры прошло заседание республиканского юбилейного комитета и состоялся праздничный концерт с участием республиканского симфонического оркестра и артистов Киевской филармонии.
В дальнейшем, в результате объединения музея А. С. Пушкина и музея П. И. Чайковского в "зелёном домике" усадьбы Давыдовых был создан литературно-мемориальный музей А. С. Пушкина и П. И. Чайковского, в составе музея был создан отдел "История декабристского восстания".
Деятельность музея способствовала развитию Каменки как туристического центра, только в период с 1951 до 1971 года райцентр посетили свыше 370 тыс. туристов из всех республик СССР, а также из Венгрии, ГДР, Польши, Румынии, Чехословакии и Монголии.
После провозглашения независимости Украины в Каменке был создан Каменский государственный историко-культурный заповедник (в состав которого включены музей, усадьба Давыдовых и парк Декабристов).

## Современное состояние
Экспозиция музея состоит из шести разделов: «Каменка 1-й половины XIX в.»; «Пушкин и Украина»; «Пушкин и декабристы»; «Жизнь и творчество П. И. Чайковского в Каменке»; «Чайковский на Украине»; «Пушкин, декабристы, Чайковский и современность».
Ежегодно в мае в музее проходят концерты, посвященные дню рождения П. И. Чайковского.

## Фотографии

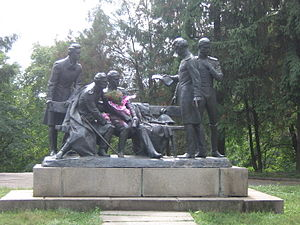
Памятник декабристам в одноименном парке.
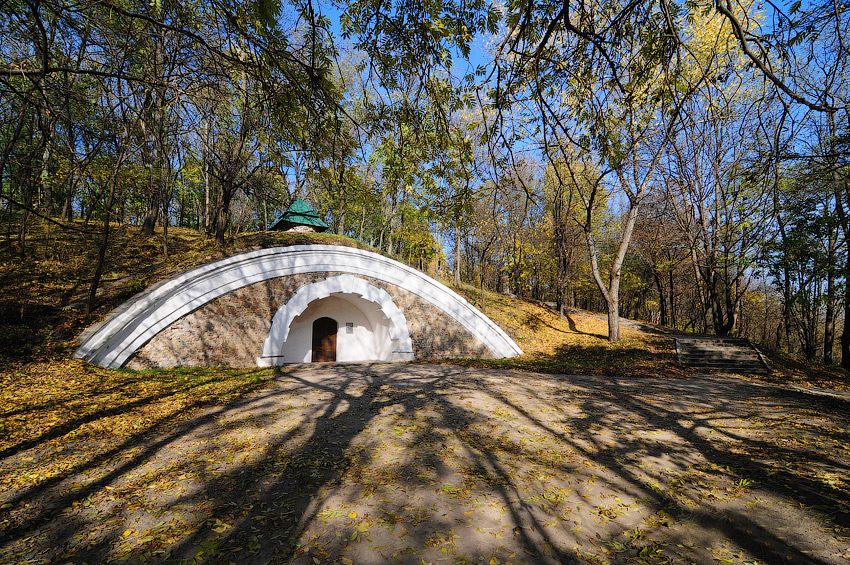
Грот Декабристов в одноименном парке.
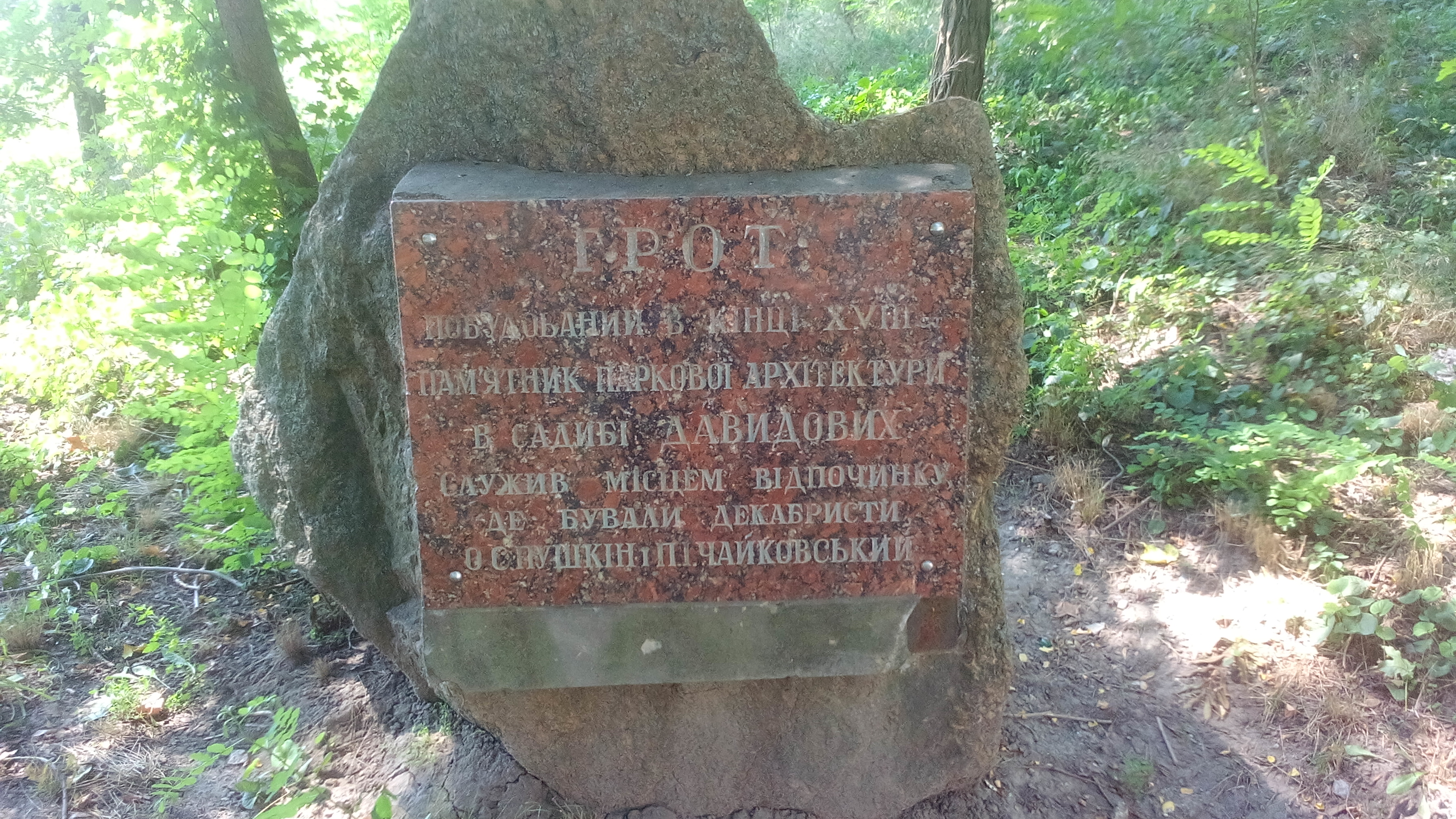
Памятный камень у Грота Декабристов.
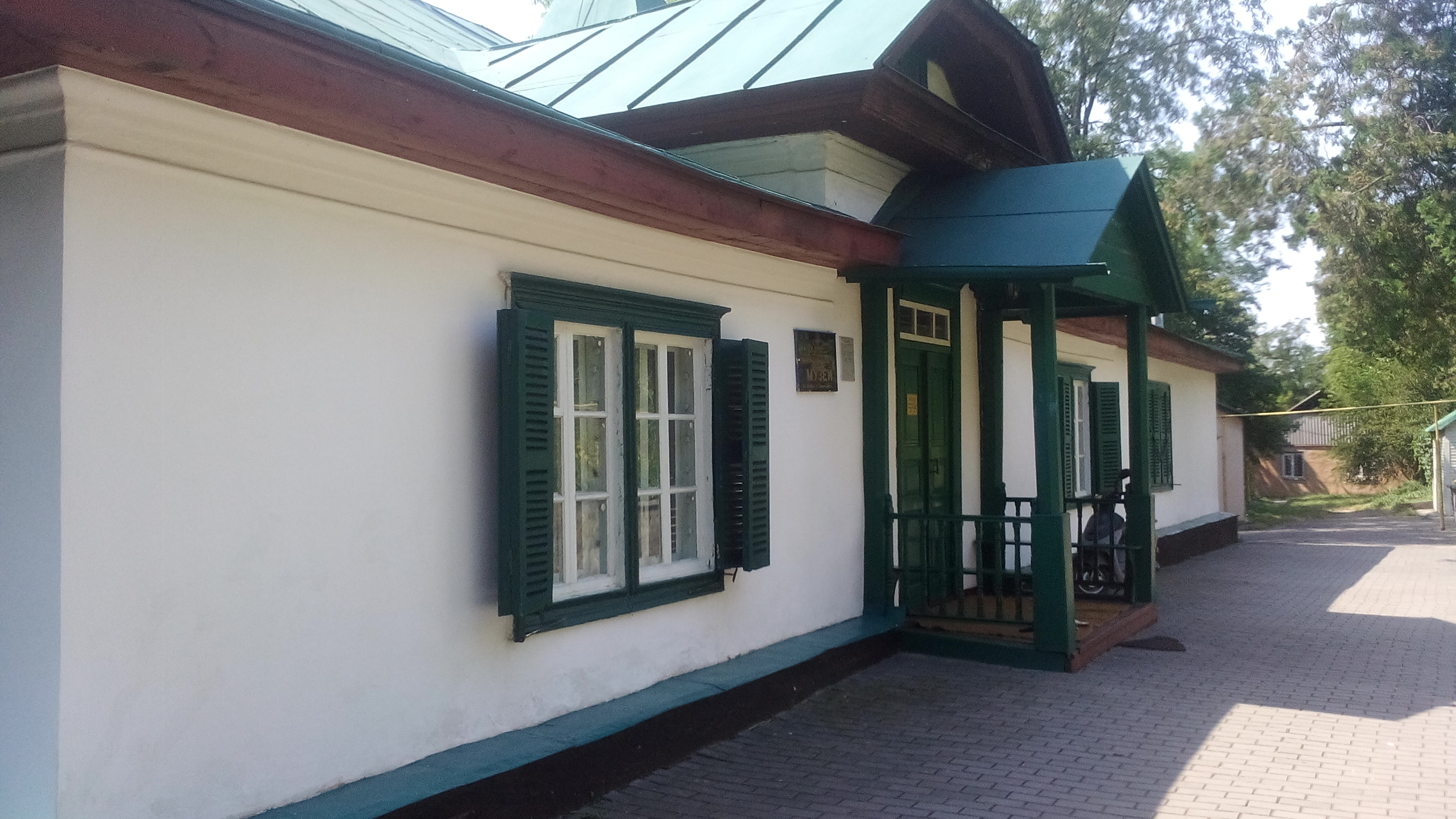
Фасад дома-усадьбы Давыдовых
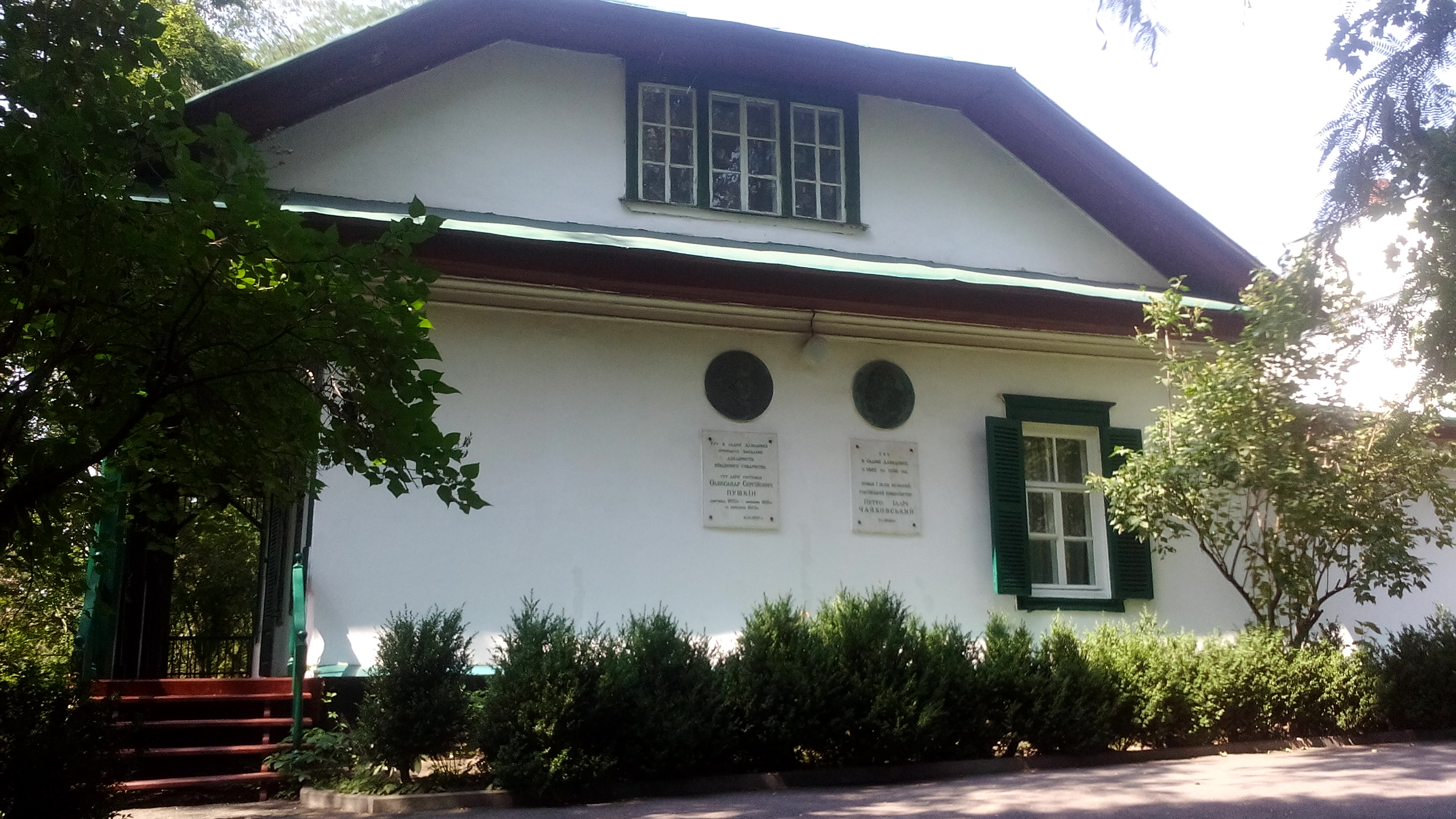
Торец дома-усадьбы Давыдовых
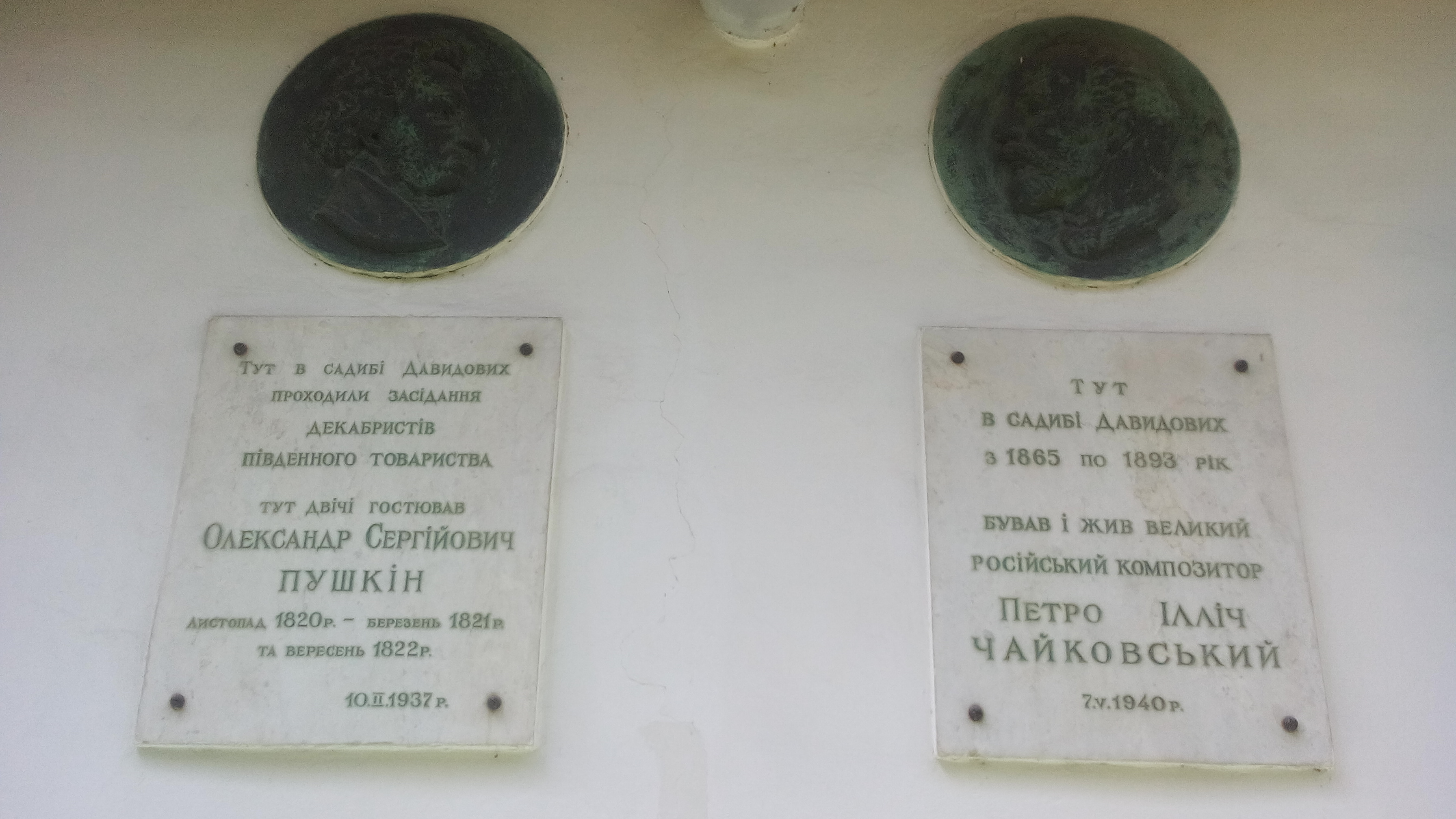
Памятные доски в честь А.С. Пушкина и П.И. Чайковского в доме-усадьбе Давыдовых
Пушкинская скала